# Peter Blackmore (cầu thủ bóng đá)
Peter Blackmore (sinh tháng 7 năm 1879 - không rõ) là một cầu thủ bóng đá người Anh. Ông thường thi đấu ở vị trí ở vị trí tiền đạo. Ông sinh ra ở West Gorton, Manchester, thi đấu cho Manchester United.